# Chichicaxtla
Chichicaxtla es una localidad de México perteneciente al municipio de Tlahuiltepa en el estado de Hidalgo.

## Toponimia
Chichicaxtla significa "lugar de ortigas o chichicaxtle", su etimología, en idioma nahua, se desagrega de las partículas "chichicaxtle", especie de ortiga venenosa común en la región, y "tlan", lugar de.

## Geografía
Se encuentra en la región de la Sierra Gorda; a la localidad le corresponden las coordenadas geográficas 20° 47’ 19.603” de latitud norte y 98° 3’ 54.120” de longitud oeste, con una altitud de 1285 m s. n. m. Cuenta con un clima semicálido subhúmedo con lluvias en verano, de menor humedad.
En cuanto a fisiografía se encuentra dentro de las provincia de la Sierra Madre Oriental, dentro de la subprovincia del Carso Huasteco; su terreno es de sierra. En lo que respecta a la hidrografía se encuentra posicionado en la región del río Pánuco, dentro de la cuenca del río Moctezuma, en la subcuenca del río Amajac.

## Demografía
En 2020 registró una población de 206 personas, lo que corresponde al 2.27 % de la población municipal. De los cuales 104 son hombres y 102 son mujeres. Tiene 72 viviendas particulares habitadas.
| Gráfica de evolución demográfica de Chichicaxtla entre 1900 y 2020                           |
|                                                                                              |
| Población de los censos y conteos del Instituto Nacional de Estadística y Geografía (INEGI). |

## Cultura
En la localidad se encuentra  un conjunto arquitectónico conformado por dos conventos. El primero llamado Iglesia Vieja de Chichicaxtla, se encuentra en ruinas y cuenta con un atrio, capilla abierta, espadaña y convento. El segundo que respecta a la Parroquia de Nuestra Señora de la Asunción, el edificio ha sufrido a lo largo de los años diversas etapas constructivas, las ampliaciones, modificaciones y adaptaciones. Con una torre de campanario ubicada en la parte posterior del conjunto y no alineada sobre la fachada principal; una columnata interior y mutilada que forma una nave paralela a la parroquia.